# 스테넬로스
스테넬로스(그리스어: Σθένελος)는 그리스의 남자 이름이다. 다음과 같은 몇몇 인물들이 유명하다.

## 그리스 신화의 인물
- 스테넬로스 (미케네)는 페르세우스와 안드로메다사이에서 태어난 아들로 미케네의 왕이었다.
- 스테넬로스는 카파네우스와 에바드네의 아들이다. 그는 테바이를 점령한 에피고노이들 중의 한 사람. 아르고스 군대를 이끌고 디오메데스와 함께 트로이아 전쟁에 참여하였다.[1]
- 스테넬로스는 악토르의 아들로 헤라클레스의 아마조네스원정에 함께한 동료였다.
- 스테넬로스는 리구리아의 왕으로 퀴크노스의 아버지였다.

## 비극작가
- 스테넬로스는 기원전 5세기경의 그리스 비극 시인이다. 문체와 조사가 무미건조하고 저속했다고 한다.[2]